# Seznam armenskih šahistov
Seznam armenskih šahistov.

## A
- Vladimir Akopjan
- Ašot Anastasjan
- Levon Aronjan
- Karen Asrian

## B
- Levon Babujian

## D
- Elina Danieljan

## G
- Avetik Grigorjan
- Karen H. Grigorjan

## K
- Genrič Mojisejevič Kasparjan
- Gari Kasparov
- Tigran Kotanjian

## L
- Smbat Lputjan

## M
- Artašes Minasjan
- Lilit Mkrtčjan

## N
- Ašot Nadanjan

## P
- Aršak Petrosjan
- Tigran Petrosjan

## S
- Gabriel Sargissian
- Narok Seferjan

## T
- Samvel Ter-Sahakjan

## V
- Rafael Vaganjan /Waganjan

## Y
- Arsen Yegiazarian

}